# Thalassometra
Genre
Thalassometra est un genre de comatules de la famille des Thalassometridae.

## Description et caractéristiques
Ce sont des comatules Thalassometridées classiques, pourvues de 10 à 15 bras, arrondis aboralement, pourvus de petits tubercules ou épines (au moins au niveau marginal). 

## Liste des espèces
Selon World Register of Marine Species (13 avril 2015) :
- Thalassometra agassizii (Hartlaub, 1895) -- Galapagos et Panama (600~1 400 m de profondeur)
- Thalassometra attenuata AH Clark, 1909 -- Océan Indien occidental (800~1 400 m de profondeur)
- Thalassometra bispinosa (Carpenter, 1888) -- Îles Crozet (3000~5 000 m de profondeur)
- Thalassometra echinata (Carpenter, 1888) -- Nouvelle-Zélande (>1 000 m de profondeur)
- Thalassometra electrae John, 1937 -- Océan Indien occidental (>2 000 m de profondeur)
- Thalassometra gracilis (Carpenter, 1888) -- Pacifique ouest (700~1 700 m de profondeur)
- Thalassometra hawaiiensis (AH Clark, 1907) -- Hawaii (540~640 m de profondeur)
- Thalassometra hirsuta AH Clark, 1911 -- Pacifique ouest (200~950 m de profondeur)
- Thalassometra latipinna (Carpenter, 1888) -- Japon (>1 000 m de profondeur)
- Thalassometra lusitanica (Carpenter, 1884) -- Atlantique central (1 000~2 000 m de profondeur)
- Thalassometra margaritifera AH Clark, 1912 -- Indonésie (~1 000 m de profondeur)
- Thalassometra marginata AH Clark, 1912 -- Maldives et océan Indien central
- Thalassometra multispina (Carpenter, 1888) -- Atlantique centre-sud (~750 m de profondeur)
- Thalassometra omissa (Koehler, 1909) -- Atlantique
- Thalassometra peripolos AH Clark, 1929 -- Indo-Pacifique central (750~1 000 m de profondeur)
- Thalassometra setosa AH Clark, 1923 -- Atlantique centre-sud (~1 000 m de profondeur)
- Thalassometra tara McKnight, 1977 -- Nouvelle-Zélande
- Thalassometra villosa (AH Clark, 1907) -- îles Aléoutiennes (~1 900 m de profondeur)